# 孫連仲
孫 連仲（そん れんちゅう）は中華民国の軍人。中華民国陸軍二級上将。北京政府、国民軍、国民政府（国民革命軍）に属した。馮玉祥配下の「十三太保」の1人としても知られる。字は倣魯。

## 事跡

### 国民軍時代
富農の家庭に生まれる。最初は学問を志したが、清末の政治変動に伴い、学問を捨てて軍人への道を進む。中華民国が成立してから、馮玉祥率いる第16混成旅に加入し、軍功をあげて順調に昇進を重ねた。1924年（民国13年）10月の北京政変（首都革命）後に国民軍が成立すると、孫連仲は国民軍第1砲兵旅旅長に任命される。まもなく騎兵第2師師長に昇進した。孫連仲率いる部隊は、精鋭と名高い国民軍の中でも優秀な部隊とされ、軍紀も厳正であった。その後の北方各派との戦いでも、孫連仲は善戦している。
五原誓師を経て馮玉祥が中国国民党に加入すると、孫連仲も国民革命軍の一員として北伐を戦い、直隷派・奉天派の軍を破った。1928年（民国17年）9月、青海省が国民党中央に依り設置されると、孫連仲が初代青海省政府主席に任命された。孫連仲の就任期間は極めて短かったが、それでも内政にその手腕を発揮している。現地の回族馬氏らとの複雑な民族問題を善く調整し、経済建設の端緒も築いた。1929年（民国18年）8月、甘粛省政府主席に転任した。
その後、馮玉祥らが蔣介石に挑戦すると、孫連仲もこれに従い、1930年（民国19年）の中原大戦にも参戦した。敗北後は蔣介石による軍事再編を受け入れ、第26路軍総指揮に任命された。1931年（民国20年）から1934年（民国23年）にかけて、中国共産党討伐の戦いに参戦している。

### 日中戦争での奮戦

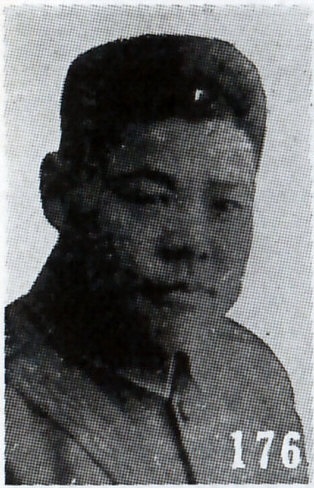
孫連仲別影（『最新支那要人伝』1941年）

1937年（民国26年）、日中戦争が勃発すると、孫連仲は第2集団軍副総司令兼第1軍団司令として参戦し、さらに日本軍を恐れて逃亡した総司令劉峙に代わって総司令に昇進した。民国27年（1938年）の台児荘戦役では、第5戦区の李宗仁指揮下に入り、板垣征四郎率いる第5師団や磯谷廉介率いる第10師団などを相手に戦う。孫連仲は勇戦して大きな戦果をあげ、第60軍軍長の盧漢とともに、蔣介石の賞賛を受けた。その後も、日本軍を相手に善戦し、1945年（民国34年）7月には第11戦区司令長官に昇進した。日中戦争終結後に、北平・天津地区で日本軍の降伏受諾事務を担当している。
戦後の国民政府中央は腐敗が甚だしく、また、孫連仲のような非中央系軍人とその部隊には差別待遇を加えたため、孫連仲は怒りと不満を覚えた。それでも、国共内戦では共産党軍を相手に戦ったが、日中戦争時の損害の甚大さなどもあって、苦境が続く。1947年（民国36年）、孫連仲は自ら辞任し、翌年、首都衛戍司令に転任した。1949年（民国38年）3月、台湾へ逃れた。以後、総統府戦略顧問、総統府国策顧問、国民党中央評議委員、国民党中央紀律委員会委員などを歴任している。
1990年（民国79年）8月14日、孫連仲は台北市で病没した。享年98（満97歳）。